# 警視廳公安部
警視廳公安部（日语：警視庁公安部），简称公安部，是日本警視廳负责管理公安警察有關事務的机构，规模约2000人。
公安部前身為警視廳特別高等警察，在二戰後因受盟軍最高司令部指導而有反共、反動亂的監視色彩之功能，至今依然於條文中明确列入監控日本共產黨之职责。其负责防止颠覆国家民主体制、情报侦查以及极左派、左派、极右派团体、工会、宗教团体、外国人监视职责，办案领域具有團體性、政治性、國際性色彩。近年来，警视厅公安部增加了反恐怖主义、反网络攻击相关职责。

## 历史

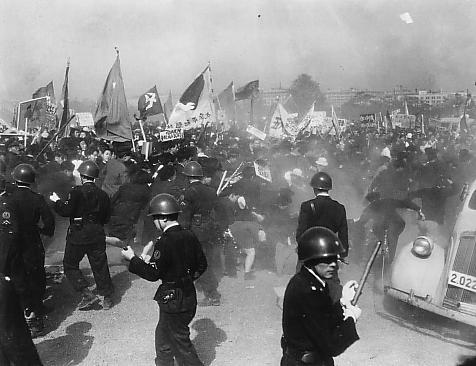
1952年5月1日，全日本学生自治会总联合会（全学联）等左翼青年发起示威包围东京皇居，反对警察预备队再武装化。警备公安警察与示威学生冲突并造成2人死亡、数百人受伤，史称血腥五一事件。

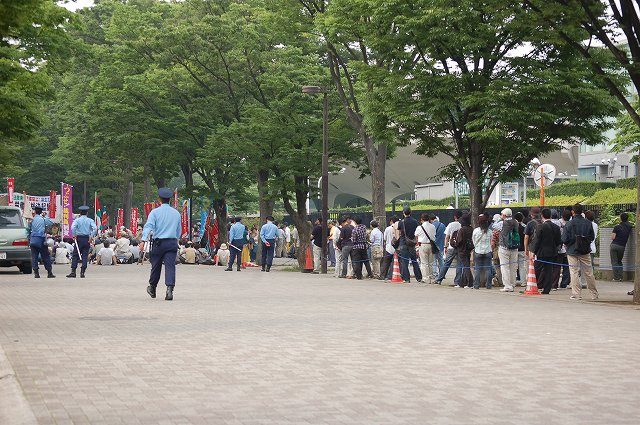
出現在遊行示威會場戒備的公安部

1945年9月8日：驻日盟军占領軍对敵諜報部队（CIC）进驻接管警视厅特别高等警察部。1945年10月4日，驻日盟军总司令部（GHQ）发布《人权指令》，通令解散特别高等警察。
1945年12月19日，警視厅警备課成立。1946年2月：警視厅警备课改称警视厅公安課。1948年3月7日，改组为国家地方警察東京都本部警备部，同时设立警视厅警备交通部警备課。
1948年9月16日：在警視厅机构改革中，警備交通部拆分为警巡部、交通部两个部门。警巡部设警巡部警备课。1948年10月1日起，国家地方警察東京都本部辖区案件涉及思想、政治背景的团体犯罪、特殊犯罪案件侦查职责统一由警巡部警备课行使。
1952年4月，警视厅警巡部机构扩充，统一管理日本警备公安警察。警视厅警巡部下设警备第一部、警备第二部。警备第一部负责「警備实施」任务，主管警視厅预备队（機動隊）；警備第二部负责「警備情報」活动，主管公安第一課、公安第二課、公安第三課。1952年11月：警視厅警備第二部设立警備公安資料班，警備第一部设立警備指揮班。
1953年7月，警视厅对警察官情报活动下达指示，「应当拍摄工会及示威者的脸部照片，以备不时之需」。至此，无论示威是否合法，日本警察拍摄示威者脸部照片、清单之举措制度化。
1954年6月8日，新《警察法》颁布。7月1日，新《警察法》正式实施，新版警察体系成立，由警察厅及都道府县警察组成。同日，国家地方警察东京都本部警备部和警视厅警备第一部、警备第二部重组，调整后，警视厅警备第二部主管公安警察活动。
1957年4月：警視厅警備第二部改称警視厅公安部，警视厅预备队改称警視厅机动队。警備公安資料班改称警視厅公安部公安第四課。

## 机构设置
- 公安總務課
- 公安第一課（政治極左派調查）
- 公安第二課（極左派・勞工激進活動調查）
- 公安第三課（政治極右派調查）
- 公安第四課（資料收集・統计）
- 外事第一課（外交官、歐美裔外籍人士调查，对俄罗斯及东欧情报搜集）
- 外事第二課（亞裔外籍人士調查，对情报搜集）
- 外事第三課（朝鲜半岛）[8]
- 外事第四課（國際恐怖活動調查，对中东情报搜集）
- 公安機動捜査隊
  - 核生化恐怖活動捜査隊

## 歷代部長
| 姓名       | 上任日                    | 離任日                    | 前職                               | 後職                               |
| ---------- | ------------------------- | ------------------------- | ---------------------------------- | ---------------------------------- |
| 野田章     | 1957年（昭和32年）        | 1959年（昭和34年）3月31日 | 警視廳警備第二部長                 | 兵庫縣警察本部長                   |
| 石岡實     | 1959年（昭和34年）3月31日 | 1961年（昭和36年）4月1日  | 福島縣警察本部長                   | 九州管區警察局長                   |
| 秦野章     | 1961年（昭和36年）4月1日  | 1963年（昭和38年）5月31日 | 警視廳刑事部長                     | 警視廳警務部長                     |
| 川島廣守   | 1963年（昭和38年）5月31日 | 1967年（昭和42年）3月7日  | 警察廳警備第一課長                 | 警察廳警備局長                     |
| 山本鎮彥   | 1967年（昭和42年）3月7日  | 1971年（昭和46年）1月22日 | 警察廳警備局參事官                 | 兵庫縣警察本部長                   |
| 三井脩     | 1971年（昭和46年）1月22日 | 1973年（昭和48年）11月2日 | 警察廳警備局參事官                 | 警視廳警務部長                     |
| 中島二郎   | 1973年（昭和48年）11月2日 | 1975年（昭和50年）8月4日  | 警察廳警備局參事官                 | 神奈川縣警察本部長                 |
| 福田勝一   | 1975年（昭和50年）8月4日  | 1978年（昭和53年）2月21日 | 警察廳警務局人事課長               | 兵庫縣警察本部長                   |
| 鎌倉節     | 1978年（昭和53年）2月21日 | 1980年（昭和55年）8月18日 | 警察廳警備局參事官                 | 警視廳警務部長                     |
| 柴田善憲   | 1980年（昭和55年）8月18日 | 1982年（昭和57年）5月20日 | 警視廳警備局審議官                 | 警視廳副總監                       |
| 福井与明   | 1982年（昭和57年）5月20日 | 1985年（昭和60年）8月7日  | 警察廳警備局公安第一課長           | 埼玉縣警察本部長                   |
| 城内康光   | 1985年（昭和60年）8月7日  | 1988年（昭和63年）1月22日 | 警察廳警務局人事課長               | 警察廳警備局長                     |
| 國松孝次   | 1988年（昭和63年）1月22日 | 1989年（平成元年）4月1日  | 警察廳警務局人事課長               | 兵庫縣警察本部長                   |
| 大森義夫   | 1989年（平成元年）4月1日  | 1991年（平成3年）1月11日  | 警察廳警備局公安第一課長           | 警察廳長官官房審議官               |
| 前田健治   | 1991年（平成3年）1月11日  | 1992年（平成4年）9月18日  | 警察廳警務局                       | 警視廳警務部長                     |
| 渡邊泉郎   | 1992年（平成4年）9月18日  | 1994年（平成6年）10月18日 | 警察廳警備局警備企畫課長           | 神奈川縣警察本部長                 |
| 櫻井勝     | 1994年（平成6年）10月18日 | 1996年（平成8年）10月29日 | 警察廳警務局人事課長               | 警察廳長官官房                     |
| 林則清     | 1996年（平成8年）10月29日 | 1998年（平成10年）3月28日 | 警察廳刑事局暴力団対策部長         | 警視廳副總監                       |
| 奥村萬壽雄 | 1998年（平成10年）3月28日 | 1999年（平成11年）8月26日 | 警察廳長官官房審議官（警備局担当） | 警視廳警務部長                     |
| 安藤隆春   | 1999年（平成11年）8月26日 | 2001年（平成13年）9月3日  | 警察廳長官官房審議官（交通局担当） | 警察廳長官官房總括審議官           |
| 米村敏朗   | 2001年（平成13年）9月3日  | 2003年（平成15年）8月5日  | 警察廳長官官房人事課長             | 警察廳長官官房審議官（警備局担当） |
| 伊藤茂男   | 2003年（平成15年）8月5日  | 2004年（平成16年）8月20日 | 警察廳長官官房                     | 神奈川縣警察本部長                 |
| 末井誠史   | 2004年（平成16年）8月20日 | 2006年（平成18年）1月23日 | 警察廳交通局交通企畫課長           | 兵庫縣警察本部長                   |
| 高石和夫   | 2006年（平成18年）1月23日 | 2007年（平成19年）8月24日 | 静岡縣警察本部長                   | 警視廳副總監                       |
| 植松信一   | 2007年（平成19年）8月24日 | 2008年（平成20年）8月25日 | 警察廳長官官房                     | 警視廳副總監                       |
| 青木五郎   | 2008年（平成20年）8月25日 | 2011年（平成23年）3月22日 | 京都府警察本部長                   | 警察大學校國際警察研究所長         |
| 石川正一郎 | 2011年（平成23年）3月22日 | 2013年（平成25年）4月5日  | 栃木縣警察本部長                   | 神奈川縣警察本部長                 |
| 松本光弘   | 2013年（平成25年）4月5日  | 2014年（平成26年）2月18日 | 警察廳長官官房人事課長             | 神奈川縣警察本部長                 |
| 永井達也   | 2014年（平成26年）2月18日 | 2015年（平成27年）8月7日  | 警察廳長官官房人事課長             | 内閣官房副長官補                   |
| 桑原振一郎 | 2015年（平成27年）8月7日  | 2017年（平成29年）7月24日 | 警察廳長官官房首席監察官           | 警察廳警備局付                     |
| 新美恭生   | 2017年（平成29年）7月24日 | 2018年（平成30年）7月31日 | 警察廳長官官房付                   | 警察廳警備局外事情報部長           |
| 近藤知尚   | 2018年（平成30年）7月31日 | 2020年（令和2年）8月24日  | 警察廳長官官房總務課長             | 警察廳警備局外事情報部長           |
| 迫田裕治   | 2020年（令和2年）8月24日  | 2021年（令和3年）9月16日  | 長崎縣警察本部長                   | 警察廳警備局外事情報部長           |
| 宮沢忠孝   | 2021年（令和3年）9月16日  |                           | 警察廳長官官房審議官（警備局擔當） |                                    |